# جون كيو
جون كيو (بالألمانية: John Keogh) (و. 1963 – م) هو ممثل من جمهورية أيرلندا.

## وصلات خارجية
- جون كيو على موقع IMDb (الإنجليزية)
- جون كيو على موقع ألو سيني (الفرنسية)
- جون كيو على موقع أول موفي (الإنجليزية)
- جون كيو على موقع قاعدة بيانات الأفلام السويدية (السويدية)
- جون كيو على موقع قاعدة بيانات الفيلم (الإنجليزية)
- جون كيو على موقع كينوبويسك (الروسية)